# Betty Davis
Betty Davis (nascida Betty Gray Mabry; Durham, 26 de julho de 1944 — Homestead, 9 de fevereiro de 2022) foi uma cantora e compositora de música funk, considerada uma das vozes mais influentes do estilo e aclamada como "Rainha do Funk". Davis é lembrada por suas letras controversas e performances marcantes em seus shows ao vivo. Além disso, foi um grande ícone de moda na década de 1970, precursora do estilo afrofuturista. O sobrenome Davis decorreu do curto casamento com o astro do jazz Miles Davis, entre 1968 e 1969, mantido mesmo depois da separação.

## Biografia
Betty Gray Mabry nasceu em Durham, Carolina do Norte, em 16 de julho de 1944.

### Morte
Aos 77 anos de idade, Davis faleceu no dia 9 de fevereiro de 2022, em sua residência em Homestead, na Pensilvânia, de causas naturais.

## Discografia

### Álbuns de estúdio
- Betty Davis (1973)
- They Say I'm Different (1974)
- Nasty Gal (1975)

### Compilações
- Hangin' Out In Hollywood (1995)
- Crashin' From Passion (1996)
- Anti Love: The Best of Betty Davis (2000)
- This Is It (2005)
- Betty Davis - Betty Davis (2007)
- Betty Davis - They Say I'm Different (2007)